# 安娜堡 (萨克森-安哈尔特州)
安娜堡（德語：Annaburg，發音：[ˈanabʊʁk] ⓘ）是德国萨克森-安哈尔特州维滕贝格县的城市，面积224.28平方千米，2023年12月31日人口为6,403人。